# Ellen Sidransky

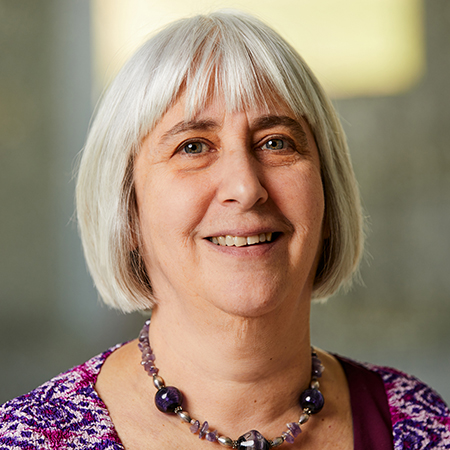
Ellen Sidransky (2019)

Ellen Sidransky ist eine US-amerikanische Kinderärztin und klinische Genetikerin.

## Leben und Wirken
Sidransky erwarb 1977 an der Brandeis University einen Bachelor in Biologie und anschließend an der Tulane University einen M.D. als Abschluss des Studiums der Medizin. Sie erhielt an der Universitätskinderklinik der Northwestern University eine Ausbildung als Kinderärztin. Ein Forschungsaufenthalt führte sie ab 1988 zu Edward Ginns an die National Institutes of Health (NIH), wo sie fortan blieb und ab 2000 eine eigene Gruppe (section) leitete.
Ellen Sidransky ist (Stand 2025) Leiterin der Abteilung für Medizinische Genetik am National Human Genome Research Institute (NHGRI), einer Einrichtung der NIH in Bethesda (Maryland). Außerdem hat sie eine Gastprofessur (Adjunct Professor)  an der Johns Hopkins University inne.
Sidransky identifizierte Mutationen im Gen GBA1, das für ein Enzym kodiert, das Fettstoffe in Zellen abbaut (Glucocerebrosidase) als wichtigsten genetischen Risikofaktor für Morbus Parkinson. Mutationen in dem Gen sind auch für den Morbus Gaucher verantwortlich. Ihre Arbeiten trugen zum besseren Verständnis weiterer lysosomaler Speicherkrankheiten bei.
Laut Datenbank Scopus hat Sidransky einen h-Index von 73 (Stand August 2025). 2019 wurde sie mit dem Jay Van Andel Award for Outstanding Achievement in Parkinson’s Disease Research ausgezeichnet. 2024 erhielt sie den Breakthrough Prize in Life Sciences (gemeinsam mit Thomas Gasser und Andrew Singleton, die ein weiteres Gen identifizierten, das mit Morbus Parkinson assoziiert ist: LRRK2, das Gen einer Serin/Threoninkinase).
Sidransky hat vier Kinder.